# Sophie af Grækenland
Prinsesse Sophie af Grækenland og Danmark (græsk: Πριγκίπισσα Σοφία της Ελλάδας και Δανίας) (født 26. juni 1914, død 24. november 2001) var en græsk prinsesse, der var den yngste datter af Prins Andreas af Grækenland og Prinsesse Alice af Battenberg. Prinsesse Sophie blev gift to gange med tyske prinser: med Prins Christoph af Hessen i 1930, og efter dennes død med Prins Georg Vilhelm af Hannover i 1946. 
Hun tilhørte Huset Slesvig-Holsten-Sønderborg-Glücksborg og var storesøster til den tidligere britiske prinsgemal Prins Philip, hertug af Edinburgh.